# Truffa alla nigeriana

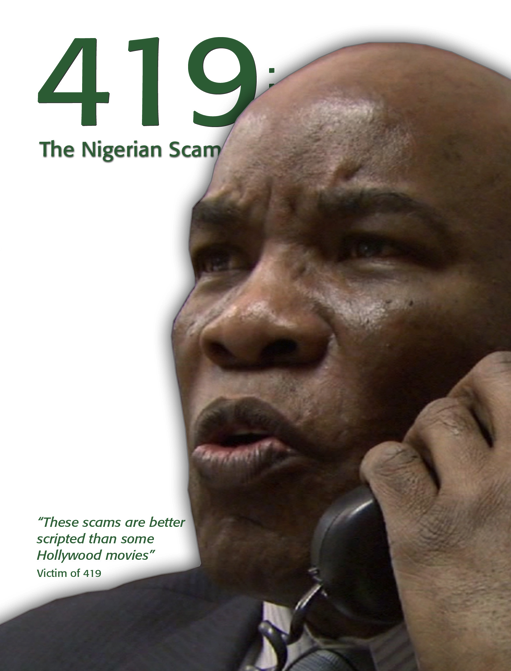
Manifesto contro la truffa alla nigeriana. In basso, una delle vittime dichiara "Queste truffe sono scritte meglio di alcuni film di Hollywood"

La truffa alla nigeriana è una truffa postale, sia informatica sia tradizionale, tra le più diffuse al mondo. Esistono numerose varianti ma in genere si presenta uno sconosciuto che non riesce a sbloccare un conto in banca di milioni di dollari; questi sarebbe un personaggio noto che avrebbe bisogno di un prestanome che si occupi dell'operazione al suo posto in cambio di una percentuale. Secondo la polizia degli Stati Uniti d'America, l'ammontare del raggiro è di circa 100 milioni di dollari l'anno soltanto verso gli Stati Uniti, senza che le autorità possano davvero fare qualcosa per fermare il fenomeno.
La truffa è chiamata anche 419 scam, dall'articolo del codice penale nigeriano che punisce questo genere di truffa.

## Storia
Inventata nel 1992, i primi tentativi iniziarono ad esser diffusi tramite lettera postale e a partire dal 1994 anche per posta elettronica. Nel 2003 Michael Lekara Wayid, diplomatico nigeriano in Repubblica Ceca, è stato ucciso a colpi di fucile da un ultrasettantenne furioso per essere stato raggirato con questo sistema. Nel 2002 un'inchiesta giornalistica negli USA stimò in almeno 15 gli omicidi relativi alle "truffe nigeriane". In Italia, questo argomento ha avuto un momento di grande visibilità nel 2004 e nel 2005, a seguito di alcuni servizi del programma televisivo Striscia la notizia.
Dopo diversi anni dalle prime truffe alla nigeriana, nell'ultimo periodo si stanno registrando diversi attacchi fraudolenti che provengono in gran parte da questa nazione centro-africana e opportunamente riportati all'interno di un report informativo del luglio 2015 redatto dalla FireEye, che ha riscontrato che la quasi totalità delle vittime sono di origine asiatica in quanto molto spesso risultano essere meno esperti nella navigazione in internet.

## Descrizione
Gli effetti per chi cade nella trappola seguono un copione prestabilito: prima vengono chiesti soldi per la parcella del notaio, poi altro denaro per l'avvocato e infine si viene invitati a un incontro personale nella loro nazione (di solito la Nigeria, da cui il nome di truffa alla nigeriana). Arrivati nel luogo dell'appuntamento, possono accadere due cose: o si viene accolti in modo opulento dando al truffato l'impressione della veridicità dell'affare, o si viene direttamente rapinati se le prospettive non sono buone per eventuali guadagni maggiori. In entrambi i casi, i ladri hanno raggiunto il loro scopo.
Gli 'investitori' solitamente vengono contattati con un'offerta di questo tipo: "In questo paese povero c'è una persona molto ricca che avrebbe bisogno di spostare all'estero del denaro con la massima discrezione, sarebbe possibile utilizzare il suo conto?". Le somme coinvolte sono normalmente nell'ordine dei milioni di dollari, e all'investitore viene promessa una forte percentuale, spesso del 40%. L'accordo proposto è spesso presentato come un crimine innocuo, in modo da dissuadere i partecipanti dal contattare le autorità. In Nigeria l'operazione è organizzata professionalmente, con uffici, numeri di fax funzionanti e spesso con contatti in uffici governativi. Gli investitori che cercano di sapere cosa c'è dietro l'offerta spesso trovano un sistema organizzato, in cui tutti i pezzi si combinano perfettamente. Nel momento in cui la vittima accetta di partecipare all'affare, il truffatore per prima cosa invia alcuni documenti falsi che mostrano timbri e sigilli ufficiali del governo, o in alternativa manda alcune mail per informare il socio dei "progressi". Presto però inizia a parlare di ritardi, relativi a necessità di corruzione o pratiche burocratiche che richiedono un grosso anticipo in denaro. Le scadenze vengono via via prorogate e i costi aumentano, ma viene mantenuta viva la promessa dell'imminente trasferimento di denaro. La pressione psicologica è mantenuta alta, per stimolare il truffato a concludere in fretta senza coinvolgere altre persone. In alcuni casi le vittime sono invitate in Nigeria per incontrare funzionari governativi, spesso falsi. Alcune vittime una volta giunte vengono addirittura prese in ostaggio fino al pagamento di un riscatto, o sono portate nel paese in modo illecito senza visto di ingresso e poi ricattate per poterne uscire. Nei casi più estremi la vittima può essere anche uccisa. In ogni caso, il millantato trasferimento di denaro ovviamente non avviene mai dato che i soldi o l'oro non esistono. A volte il paese coinvolto non è la Nigeria, ma il Ghana, la Costa d'Avorio, il Benin, il Senegal, il Sudafrica o altri stati dell'Africa Occidentale. Occasionalmente la frode passa da un paese non africano come i Paesi Bassi, la Francia, il Regno Unito, la Spagna, l'Italia, il Belgio, la Germania, la Svizzera o il Canada.
Se la richiesta di aiuto fosse vera, non si svolgerebbe via posta elettronica e certamente non userebbe un perfetto sconosciuto come intermediario. La letteratura online su questi casi è ricca e documentata. Ci sono inoltre molti elementi anomali che rendono evidente trattarsi di tentativo di truffa:
- Lo stesso invito è stato inviato a moltissime altre persone (milioni), utilizzando sempre la medesima formula.
- Il testo del messaggio usa spesso un linguaggio generico e poco preciso (come Caro Amico, Caro Correntista, ecc.). L'evoluzione tecnologica ha però ridotto quest'aspetto.
- Il mittente mette pressione alla vittima per concludere l'affare.

Dal punto di vista informatico i truffatori possono operare con un attacco man in the middle durante una conversazione fra un acquirente e il suo fornitore. Il truffatore, attraverso una serie di strumenti specifici per il controllo della rete, dapprima individua una potenziale vittima, dopodiché ottiene tutte le informazioni circa la sua cronologia personale e quindi eventuali interessi in termini di acquisti e-commerce. Una volta compilato il profilo dell'utente, il truffatore sfrutta una possibile comunicazione futura con un fornitore spacciandosi rispettivamente da fornitore con la vittima e da utente con il fornitore (ovviamente il tutto all'insaputa dei due). Molto spesso la comunicazione avviene tramite e-mail perché l'acquirente, specie se un rappresentante di un'azienda, richiede sempre un particolare tipo di trattamento con il fornitore per soddisfare eventuali specifiche. Molto spesso i truffatori preferiscono avere contatti fra loro circa aggiornamenti su eventuali applicazioni/programmi utilizzati durante la frode, di solito questi strumenti hanno un costo fra 200-3600$ ma in compenso una truffa andata a buon fine remunera profitti ben più alti e quindi risultano costi facilmente gestibili. Il vantaggio in questo tipo di truffa sta nel fatto che oramai la tradizionale truffa alla nigeriana è conosciuta in quasi tutto il globo e quindi è difficilmente efficace.

## Varianti
Vi sono diverse varianti, ad esempio come quella di "notifica di vincita" di una compagnia di lotterie, soprattutto nel Regno Unito e in Olanda, che richiede un pagamento in anticipo per raccogliere la somma che la vittima ha "vinto".
Ancora, la truffa viene riproposta a più riprese in ambito alberghiero con cifre di denaro più plausibili. In questa versione il truffatore si propone di prenotare un gran numero di camere, cene di gala ecc. e promette di versare lauti anticipi, ma per cause diverse (dalla rivoluzione alla carta di credito bloccata) chiede che sia l'albergatore a versare inizialmente una determinata somma a suo favore.
Nel 2012 è iniziata a circolare una variante che fa riferimento al tesoro di Gheddafi.

### Il finto avvocato
Una variante della truffa può arrivare da altri paesi, e può essere svolta tramite un finto avvocato, che rappresenta il patrimonio di parenti lontanissimi mai conosciuti dalla vittima della truffa.
I parenti sono morti in un incidente d'auto o aereo. Il finto avvocato rivela alla vittima di essere andato incontro a problemi insormontabili pur di poterla trovare. Ha soltanto bisogno che la vittima gli inoltri le informazioni del suo conto corrente per potergli mandare la parte dei milioni di dollari che gli spetta.

### La truffa di Valentin
Tramite la tecnica dello spam vengono inviate migliaia di e-mail che presentano una storia straziante: Valentin afferma di essere molto povero, di avere una madre (di nome Elena) malata e di non riuscire a sopportare il terribile inverno russo, per cui chiede dei soldi da inviare a un indirizzo privato, o l'invio di CD musicali per poterli scambiare con denaro.

### La truffa sentimentale
In questo tipo di truffa alla nigeriana, la richiesta di denaro sembra provenire, anziché da politici o diplomatici, da uomini o donne particolarmente attraenti: dopo un periodo di “corteggiamento” online, il cui successo è facilitato dalla scelta di bei modelli/attori a cui rubare (a loro insaputa) le foto, la vittima della truffa invia i propri soldi non perché aspettandosi una ricompensa successiva - come accade nella truffa nigeriana “tradizionale” - ma perché convinti di aver stretto una relazione sentimentale che da “a distanza” stia per diventare “di persona”.

### Vendita di beni o affitto di alloggi

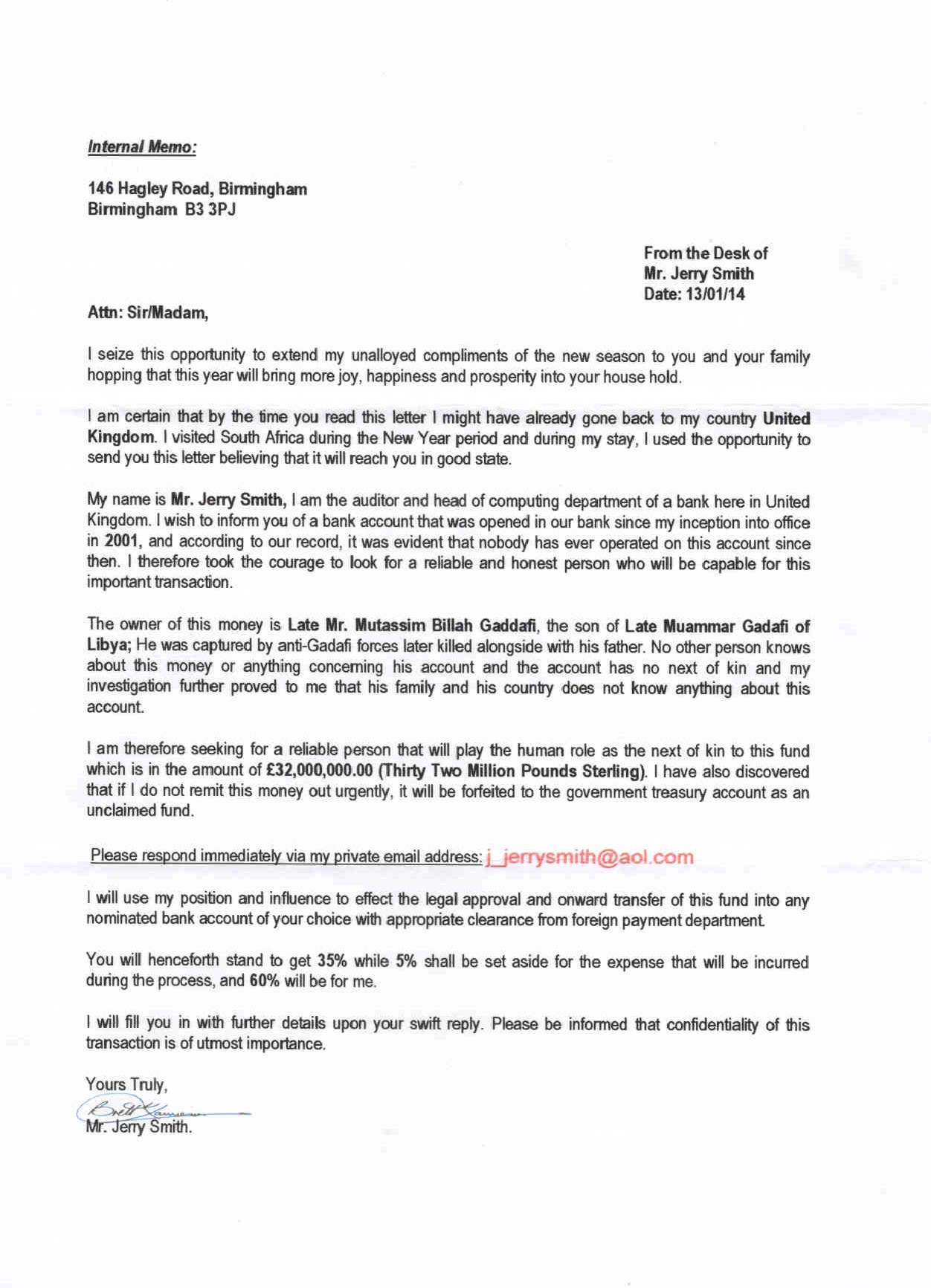
Esempio di truffa alla nigeriana (lettera del Sudafrica)

Di più modesta entità, ma non per questo meno redditizia, è un'altra truffa perpetrata nel settore della compravendita di beni usati o di prenotazioni di alloggi per vacanze. La tipica situazione è quella in cui una persona reale (il potenziale truffato) mette in vendita o in affitto un bene (automobile, motocicletta o altro bene) inserendo annunci sui più diffusi canali di vendita. Il truffatore quasi sempre è disponibile subito a pagare il prezzo pieno, senza contrattare. A questo punto vi sono diverse versioni:
- Viene inviato un assegno da banca estera maggiore del prezzo pattuito al venditore, e dopo alcuni giorni viene richiesto di restituire la parte eccedente. L'assegno internazionale contraffatto è difficile da verificare, e le banche stesse possono avere difficoltà nel verificare l'autenticità.
- Vengono richiesti dal truffatore gli estremi del pagamento e, una volta ricevuti, si viene informati che per diversi motivi non gli è possibile effettuare il pagamento se prima non gli viene mandata una piccola somma di denaro (ad esempio, se il paese è africano, viene richiesta una somma di denaro come pagamento di una fantomatica tassa per effettuare acquisti all'estero, e si promette di restituirne l'ammontare col pagamento finale).
- Il truffatore/acquirente dice di essere in un paese, ma di essersi trasferito in un altro paese, e di avere quasi sempre un contatto in Italia, e crea mille sotterfugi per farsi mandare delle somme di denaro.[30]

## Esempi di personaggi coinvolti nelle false comunicazioni
Esempi di personaggi noti e immaginari che possono chiedere questo tipo di servizio sono:
- Il figlio dell'ex presidente del Congo Mobutu Sese Seko.
- Danjuma Gwarzo, figlio di Alhaji Ismaila Gwarzo, ex consigliere per la sicurezza del defunto ex capo di Stato nigeriano Sani Abacha.
- Williams Gumbeze, figlio di uno dei più ricchi agricoltori dello Zimbabwe.
- Chuma Emmanuel, erede di una famiglia agricola sempre dello Zimbabwe.
- Charles Dubem, Segretario Generale del Comitato di Assegnazione degli Appalti dell'Ente Federale per Gas e Petrolio della Nigeria.
- John Pujeh, della Sierra Leone, figlio dell'ex ministro dei trasporti del paese.
- Femi Kokoma, assistente personale del defunto capo della sicurezza dell'ex presidente della Somalia.
- Mohammed Alpha, Operations Manager della Banca d'Africa, sede della Repubblica di Bamako (Mali).
- Suha Arafat, moglie del defunto ex leader palestinese Yasser Arafat.
- Konan Franck, padre di famiglia che organizza il matrimonio della figlia.
- Bruno Amador, figlio di Adolphe Amador ricco commerciante di cacao di Cotonou nel Benin.
- Mr.Hassam Mohamed, The Director incharge of Auditing section of Africa Development Bank (ADB) in Ouagadougou, Burkina Faso.
- Sipo Moyo, recentemente[non chiaro] colpito dal lutto del fratello Gabriel, erede di una famiglia agricola dello Zimbabwe.
- Joy Al-khalifa, figlia dell'ex defunto capo di Stato della repubblica democratica della Costa d'Avorio Mr. Daniel Al-khalifa.
- Asare Akuffo, Direttore delle operazioni di Atlantique Lome Togo.
- Edward Ouko, General Auditor per l'African Development Bank.
- Jeff Bezos, patron di Amazon, di cui girano falsi profili su Facebook in cui accoglie richieste di finanziamento di progetti da girare ad un proprio collaboratore della Bezos Foundation (invece la vera fondazione filantropica di Bezos si chiama Bezos Family Foundation, e non accoglie progetti di finanziamento non richiesti): quest'ultimo invierà al malcapitato un form da compilare e rinviare, ed a quel punto fingerà che Bezos stesso si sia reso disponibile ad elargire la somma richiesta, in cambio, però, d'una preventiva iscrizione alla fondazione stessa, subordinata al versamento d'una somma di denaro.